# 신과함께 (영화 시리즈)
신과함께는 주호민 작가의 동명의 만화를 원작으로 하는 영화 시리즈이다.
이 영화의 시리즈는 하정우, 주지훈, 김향기가 제작과 기획, 주연을 맡은 영화 시리즈이다.

## 영화

### 신과함께: 죄와 벌
- 신과함께-죄와 벌
- 신과함께-인과 연